# NK Rudeš
O Nogometni Klub Rudeš (em português: Rudeš Futebol Clube), comumente conhecido como NK Rudeš ou simplesmente Rudeš, é um clube de futebol da Croácia fundado em 1957 no bairro de Rudeš, na capital do país, Zagreb. O clube compete na segunda divisão da Croácia, a 2. HNL, para a qual foi rebaixado em 2019.

## História
Sendo um clube de ligas menores durante a maior parte da sua história, o Rudeš alcançou a promoção para a segunda divisão croata (também conhecida como Druga Liga) em 2009, onde rapidamente se estabeleceu como um dos clubes mais estáveis e que regularmente chegava às finais. Na temporada 2016-17, o Rudeš conquistou o título da segunda divisão, ganhando acesso à primeira divisão na temporada 2017-18.
Após duas temporadas na primeira divisão, acabou rebaixado na temporada 2018-19. Desde então, segue lutando na segunda divisão.
Em maio de 2017, o Rudeš assinou um contrato de parceria de dez anos com o clube espanhol Deportivo Alavés, com o Rudeš atuando como um clube-formador de atletas. Porém, o acordo foi encerrado após seu primeiro ano.

## Temporadas recentes
| Temporada | Divisão       | J          | V          | E          | D          | GP         | GC         | Pts        | Pos        | Copa | Jogador          | Gols       |
| Temporada | Campeonato    | Campeonato | Campeonato | Campeonato | Campeonato | Campeonato | Campeonato | Campeonato | Campeonato | Copa | Artilheiro       | Artilheiro |
| --------- | ------------- | ---------- | ---------- | ---------- | ---------- | ---------- | ---------- | ---------- | ---------- | ---- | ---------------- | ---------- |
| 1999–00   | 4. HNL Zagreb | 30         | 10         | 8          | 12         | 52         | 65         | 38         | 10º        |      |                  |            |
| 2000–01   | 4. HNL Zagreb | 30         | 11         | 5          | 14         | 56         | 76         | 38         | 9º         |      |                  |            |
| 2001–02   | 4. HNL Zagreb | 30         | 9          | 9          | 12         | 48         | 49         | 36         | 10º        |      |                  |            |
| 2002–03   | 4. HNL Zagreb | 28         | 21         | 3          | 4          | 56         | 15         | 66         | 1º ↑       |      |                  |            |
| 2003–04   | 3. HNL Centro | 30         | 17         | 11         | 2          | 60         | 24         | 62         | 2º         |      |                  |            |
| 2004–05   | 3. HNL Centro | 32         | 18         | 5          | 9          | 54         | 28         | 59         | 2º         | R1   |                  |            |
| 2005–06   | 3. HNL Centro | 30         | 15         | 4          | 11         | 52         | 39         | 49         | 8º         |      |                  |            |
| 2006–07   | 3. HNL Oeste  | 34         | 15         | 7          | 12         | 49         | 40         | 52         | 5º         |      | Marko Tadić      | 10         |
| 2007–08   | 3. HNL Oeste  | 34         | 15         | 8          | 11         | 47         | 40         | 53         | 5º         |      | Ivan Zelenika    | 12         |
| 2008–09   | 3. HNL Oeste  | 34         | 22         | 10         | 2          | 63         | 24         | 76         | 1º ↑       |      | Igor Raić        | 28         |
| 2009–10   | 2. HNL        | 26         | 10         | 7          | 9          | 38         | 38         | 37         | 7º         |      | Igor Raić        | 13         |
| 2010–11   | 2. HNL        | 30         | 15         | 7          | 8          | 52         | 39         | 52         | 4º         | R1   | Marko Tadić      | 14         |
| 2011–12   | 2. HNL        | 28         | 11         | 8          | 9          | 42         | 33         | 41         | 6º         | R2   | Mario Ćubel      | 10         |
| 2012–13   | 2. HNL        | 30         | 14         | 8          | 8          | 47         | 30         | 48         | 3º         |      | Anto Gudelj      | 11         |
| 2013–14   | 2. HNL        | 33         | 14         | 5          | 14         | 45         | 36         | 47         | 4º         |      | Miroslav Konopek | 11         |
| 2014–15   | 2. HNL        | 30         | 10         | 12         | 8          | 36         | 28         | 42         | 4º         |      | Quatro jogadores | 4          |
| 2015–16   | 2. HNL        | 33         | 12         | 10         | 11         | 50         | 43         | 46         | 5º         |      | Ivan Jakov Džoni | 8          |
| 2016–17   | 2. HNL        | 34         | 17         | 9          | 7          | 43         | 27         | 60         | 1º ↑       | R2   | Tomislav Havojić | 9          |
| 2017–18   | 1. HNL        | 36         | 10         | 10         | 16         | 41         | 62         | 40         | 8º         | QF   | Mario Budimir    | 13         |
| 2018–19   | 1. HNL        | 36         | 3          | 5          | 28         | 26         | 80         | 14         | 10º ↓      |      | Tomislav Štrkalj | 5          |